# Dicionário Brasileiro Globo

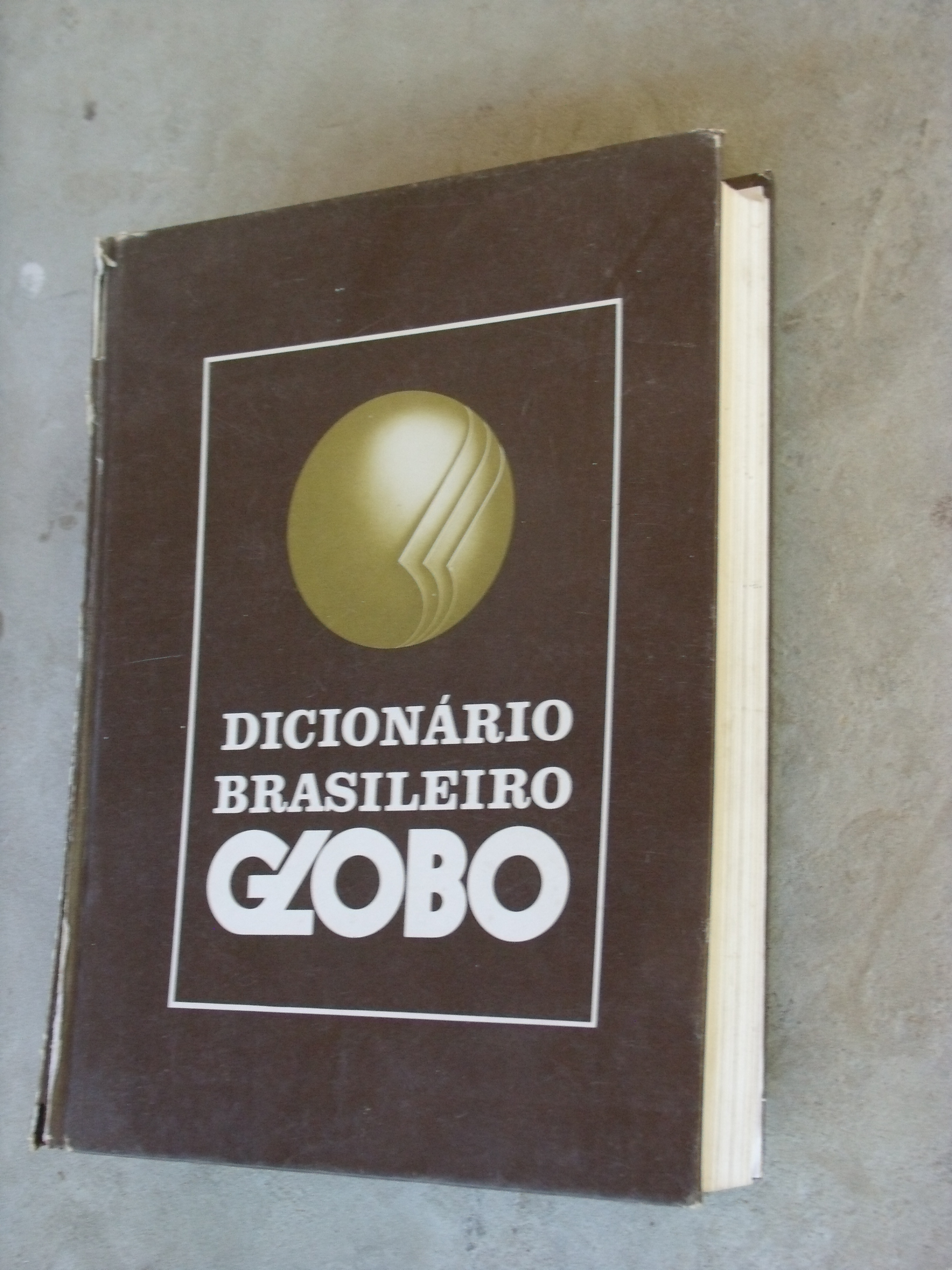
Impresso do dicionário.

Dicionário Brasileiro Globo é um dicionário brasileiro de língua portuguesa, editado pela Editora Globo desde 1984.
Foi organizado por Francisco Fernandes, Celso Pedro Luft e F. Marques Guimarães. Sobre o surgimento do dicionário, após seu relançamento constatou-se que o Dicionário Brasileiro Globo era uma atualização do Dicionário Brasileiro Contemporâneo, editado pela mesma editora, com trabalho dos mesmos autores, com exceção de Celso Luft, no início dos anos 1950.